# Domairac (Alier)
Domairat (en francès Domérat) és un municipi francès, situat al departament de l'Alier i a la regió d'Alvèrnia-Roine-Alps. L'any 2007 tenia 9.000 habitants.

## Demografia

### Població
El 2007 la població de fet de Domérat era de 9.000 persones. Hi havia 3.821 famílies de les quals 1.000 eren unipersonals (336 homes vivint sols i 664 dones vivint soles), 1.485 parelles sense fills, 1.016 parelles amb fills i 320 famílies monoparentals amb fills.
La població ha evolucionat segons el següent gràfic:
Habitants censats

### Habitatges
El 2007 hi havia 4.223 habitatges, 3.870 eren l'habitatge principal de la família, 42 eren segones residències i 311 estaven desocupats. 3.847 eren cases i 367 eren apartaments. Dels 3.870 habitatges principals, 3.119 estaven ocupats pels seus propietaris, 672 estaven llogats i ocupats pels llogaters i 78 estaven cedits a títol gratuït; 15 tenien una cambra, 163 en tenien dues, 775 en tenien tres, 1.483 en tenien quatre i 1.434 en tenien cinc o més. 3.172 habitatges disposaven pel capbaix d'una plaça de pàrquing. A 1.608 habitatges hi havia un automòbil i a 1.926 n'hi havia dos o més.

### Piràmide de població
La piràmide de població per edats i sexe el 2009 era:
| Homes | Edats   | Dones |
| ----- | ------- | ----- |
| 0     | 95 o +  | 8     |
| 12    | 90 a 94 | 40    |
| 56    | 85 a 89 | 100   |
| 48    | 80 a 84 | 80    |
| 164   | 75 a 79 | 244   |
| 192   | 70 a 74 | 232   |
| 236   | 65 a 69 | 268   |
| 308   | 60 a 64 | 328   |
| 284   | 55 a 59 | 320   |
| 428   | 50 a 54 | 396   |
| 348   | 45 a 49 | 428   |
| 328   | 40 a 44 | 300   |
| 268   | 35 a 39 | 332   |
| 272   | 30 a 34 | 228   |
| 240   | 25 a 29 | 252   |
| 172   | 20 a 24 | 148   |
| 273   | 15 a 19 | 244   |
| 272   | 10 a 14 | 248   |
| 268   | 5 a 9   | 140   |
| 160   | 0 a 4   | 120   |

## Economia
El 2007 la població en edat de treballar era de 5.558 persones, 3.745 eren actives i 1.813 eren inactives. De les 3.745 persones actives 3.444 estaven ocupades (1.776 homes i 1.668 dones) i 301 estaven aturades (123 homes i 178 dones). De les 1.813 persones inactives 879 estaven jubilades, 394 estaven estudiant i 540 estaven classificades com a «altres inactius».

### Ingressos
El 2009 a Domérat hi havia 4.009 unitats fiscals que integraven 9.090 persones, la mediana anual d'ingressos fiscals per persona era de 18.133 €.

### Activitats econòmiques
Dels 333 establiments que hi havia el 2007, 5 eren d'empreses extractives, 6 d'empreses alimentàries, 2 d'empreses de fabricació de material elèctric, 17 d'empreses de fabricació d'altres productes industrials, 59 d'empreses de construcció, 120 d'empreses de comerç i reparació d'automòbils, 6 d'empreses de transport, 15 d'empreses d'hostatgeria i restauració, 7 d'empreses d'informació i comunicació, 14 d'empreses financeres, 7 d'empreses immobiliàries, 20 d'empreses de serveis, 33 d'entitats de l'administració pública i 22 d'empreses classificades com a «altres activitats de serveis».
Dels 95 establiments de servei als particulars que hi havia el 2009, 1 era una oficina de correu, 5 oficines bancàries, 3 funeràries, 11 tallers de reparació d'automòbils i de material agrícola, 2 tallers d'inspecció tècnica de vehicles, 2 autoescoles, 7 paletes, 11 guixaires pintors, 6 fusteries, 13 lampisteries, 10 electricistes, 2 empreses de construcció, 6 perruqueries, 2 veterinaris, 11 restaurants, 2 agències immobiliàries i 1 saló de bellesa.
Dels 51 establiments comercials que hi havia el 2009, 1 era un hipermercat, 2 supermercats, 3 grans superfícies de material de bricolatge, 4 botiges de menys de 120 m², 6 fleques, 3 carnisseries, 3 botigues de congelats, 3 llibreries, 9 botigues de roba, 1 una botiga d'equipament de la llar, 1 una sabateria, 2 botigues d'electrodomèstics, 1 una botiga de mobles, 1 una botiga de material de revestiment de parets i terra, 3 drogueries, 1 una perfumeria, 2 joieries i 5 floristeries.
L'any 2000 a Domérat hi havia 38 explotacions agrícoles que ocupaven un total de 1.590 hectàrees.

## Equipaments sanitaris i escolars
El 2009 hi havia 3 farmàcies i 1 ambulància.
El 2009 hi havia 1 escola maternal i 5 escoles elementals. Domérat disposava d'un col·legi d'educació secundària amb 360 alumnes.

## Poblacions més properes
El següent diagrama mostra les poblacions més properes.